# Pablo Aguilar (koszykarz)
Pablo Aguilar Bermúdez (ur. 9 lutego 1989 w Grenadzie) – hiszpański koszykarz grający na pozycji silnego skrzydłowego, obecnie zawodnik Kawasaki Brave Thunders. 
Aguilar jest wychowankiem Realu Madryt, w którym zadebiutował w sezonie 2006/07. W 2008 przeniósł się do klubu z rodzinnego miasta, CB Granada, gdzie spędził dwa sezony. Następnie podpisał umowę z CAI Zaragoza. W 2013 został zawodnikiem BC Walencji.
10 listopada 2018 został zawodnikiem włoskiego Pallacanestro Reggiana.
17 lipca 2019 dołączył do Iberostar Tenerife CB Canaria.
W 2013 wraz z reprezentacją Hiszpanii zdobył brązowy medal na mistrzostwach Europy, a w 2015 złoty.
19 lutego 2020 zawarł umowę z japońskim Kawasaki Brave Thunders.

## Osiągnięcia
Stan na 20 lutego 2020, na podstawie, o ile nie zaznaczono inaczej.

### Drużynowe
- Mistrz:
  - Eurocupu (2007, 2014)
  - Hiszpanii:
    - 2007
    - U–18 (2006)
    - U–20 (2008)
- Wicemistrz Hiszpanii U–18 (2007)
- Zdobywca Superpucharu Hiszpanii (2016)
- Finalista:
  - pucharu Hiszpanii (2007, 2016)
  - superpucharu Hiszpanii (2017)
- 3. miejsce:
  - w Eurocup (2016)
  - podczas mistrzostw Hiszpanii (2018)
  - w Superpucharze Hiszpanii (2012, 2015)
  - w Pucharze Hiszpanii (2014)

### Indywidualne
- MVP mistrzostw Hiszpanii U–20 (2008)

### Reprezentacja

#### Seniorów
- Mistrz Europy (2015)
- Brązowy medalista mistrzostw Europy (2013)

#### Młodzieżowe
- Brązowy medalista mistrzostw Europy:
  - U–20 (2008, 2009)
  - U–18 (2006)
  - U–16 (2005)
- Uczestnik mistrzostw Europy:
  - U–20 (2008, 2009)
  - U–18 (2006, 2007 – 5. miejsce)